# Mladen Markač
Mladen Markač (ur. 8 maja 1955 w Đurđevacu) – chorwacki generał w stanie spoczynku. Dowódca chorwackiej policji specjalnej podczas operacji Burza w czasie wojny w Chorwacji w latach 1991–1995.
Oskarżony przez Międzynarodowy Trybunał Karny dla byłej Jugosławii o zbrodnie przeciw ludności serbskiej w Chorwacji, podczas operacji w Republice Serbskiej Krajiny. W kwietniu 2011 został skazany na 18 lat więzienia.
16 listopada 2012 razem z gen. Ante Gotoviną został uniewinniony od wszystkich zarzutów. Po powrocie do Chorwacji został powitany jak bohater narodowy. Wyrok uniewinniający został uznany za kontrowersyjny, a przez Serbów odczytany jako niesprawiedliwy oraz jako dowód na stronniczość trybunału.

## Życiorys
Urodził się 8 maja 1955 w Đurđevacu w Chorwacji będącej wówczas częścią Jugosławii. W młodości uprawiał judo, był także członkiem kadry narodowej. W 1981 ukończył studia z kinezjologii na Uniwersytecie w Zagrzebiu, a w 1982 odbył obowiązkową służbę wojskową, następnie podjął pracę w policji. W 1990 wraz z innymi utworzył w jednostkę do zadań specjalnych policji w Ministerstwie Spraw Wewnętrznych, a w 1991 po jej przekształceniu w jednostkę antyterrorystyczną Lučko został mianowany jej dowódcą. W 1992 awansowany do rangi generała pułkownika.

### Wojna w Chorwacji
18 lutego 1994 Markač został mianowany komendantem Policji Specjalnej przy Ministerstwie Spraw Wewnętrznych Republiki Chorwacji. Według aktu oskarżenia jako komendant miał kontrolę nad wszystkimi członkami policji specjalnej biorących udział w operacji Burza oraz związanej z nią działaniami w regionie, a także posiadał możliwości zapobiegania przestępstwom popełnianym przez osoby znajdujące się pod jego zwierzchnictwem, jak również proponowania i stosowania środków dyscyplinarnych wobec żołnierzy chorwackich podlegających pod jego dowództwo.

### Proces
W 2004 dobrowolnie poddał się i został przeniesiony do siedziby trybunału w Hadze, gdzie w marcu 2008 rozpoczął się wspólny proces jego oraz Ante Gotoviny i Ivana Čermaka (proces Gotovina i in. (IT-06-90) „Operacja Burza”). 15 kwietnia 2011 został skazany na 18 lat więzienia za zbrodnie wojenne i zbrodnie przeciwko ludzkości popełnione na ludności serbskiej oraz serbskim oddziałom rebelianckim. W akcie oskarżenia sformułowano zarzut utworzenia wspólnego przedsięwzięcia przestępczego, którego celem było trwałe wysiedlenie ludności serbskiej poprzez popełnienie przestępstw (grabieży, nieludzkiego traktowania, morderstw, prześladowania) oraz zapobieganie ich powrotowi. W tym samym procesie Gotovina został skazany na 24 lata więzienia, a Čermak uniewinniony. 16 listopada 2012 Izba Apelacyjna MTK decyzją większości członków w stosunku 3-2 uniewinniła obu generałów od wszystkich zarzutów stwierdzając, że prokuratura nie udowodniła istnienia wspólnego przedsięwzięcia karnego, a Izba Orzekająca zidentyfikowała i nie omówiła innych rodzajów odpowiedzialności.

### Dalsza działalność
2 grudnia 2012 razem z Ante Gotoviną został honorowym obywatelem Osijeku. 5 grudnia tego roku podczas wykładu w Maticy hrvatskiej na temat chorwackiej wojny o niepodległość, Markač zapowiedział, że zamierza poświęcić się pracy humanitarnej, pisaniu, polowaniom oraz szerzeniu tego, co określił jako prawdę o wojnie.

## Odznaczenia
- Order Księcia Domagoja z wstęgą (1995)[15]
- Order Bana Jelacica (1995)[16]
- Wielki Order Króla Piotra Krzesimira IV z Wstęgą i Gwiazdą Poranną (2018)[17][18]
- Order Księcia Branimira (2024)[19]